# Ambasciatori prussiani a Napoli
L'ambasciatore prussiano a Napoli era il primo rappresentante diplomatico della Prussia nel regno delle Due Sicilie la cui capitale era Napoli.
Le relazioni diplomatiche iniziarono ufficialmente nel 1819 e rimasero attive sino all'assorbimento del regno delle Due Sicilie nel regno d'Italia nel 1861.

## Regno di Prussia
- 1819–1822: Friedrich Wilhelm Basilius von Ramdohr
- 1822–1827: Johann Friedrich August Detlev von Flemming
- 1827–1830: August Ernst Wilhelm von Voß
- 1830–1834: Hermann Friedrich von Wylich und Lottum
- 1834–1842: Gustav Ernst von Küster
- 1842–1852: Adolf Ludwig von Brockhausen
- 1852–1854: Albrecht von Bernstorff
- 1854–1859: Karl Wilhelm Ernst von Canitz und Dallwitz
- 1859–1861: Wilhelm von Perponcher-Sedlnitzky

1866: Chiusura dell'ambasciata